# Don Ramon's Daughter
Don Ramon's Daughter è un cortometraggio muto del 1911 diretto da George Melford. Il nome del regista appare anche tra gli interpreti del film che ha come protagonista femminile l'attrice Alice Joyce.

## Trama
Trama completa e critica su Stanford.edu

## Produzione
Il film fu prodotto dalla Kalem Company.

## Distribuzione
Distribuito dalla General Film Company, il film - un cortometraggio in una bobina - uscì nelle sale statunitensi il 23 agosto 1911.